# 奇克穆內山
14°51′42″S 72°38′16″W / 14.86167°S 72.63778°W
奇克穆內山（Chhijmuni），是秘魯的山峰，位於該國南部阿雷基帕大區，由拉烏尼翁省的普伊卡區負責管轄，屬於萬索山脈的一部分，海拔高度5,080米。